# Marieke Westerhof
Marieke Westerhof (née le 14 août 1974 à Denekamp) est une rameuse néerlandaise.

## Biographie

### Palmarès

#### Aviron aux Jeux olympiques
- 2000 à Sydney,  Australie
  -  Médaille d'argent en huit[1]

#### Championnats du monde d'aviron
- 1995 à Tampere,  Finlande
  -  Médaille de bronze en huit